# Copa Intertoto de la UEFA 2007

Mapa de la división por regiones de la UEFA.

La Copa Intertoto 2007 otorgó 11 cupos para la Copa de la UEFA. Los equipos ganadores de la tercera ronda ingresan a la segunda ronda clasificatoria de este torneo.

## Sistema de competición
Para esta edición se utilizó un sistema distinto al de ediciones anteriores. Continua jugándose bajo el sistema de eliminación directa, pero esta vez se dan los siguientes cambios:
1- Los equipos participantes fueron ubicados según su posición geográfica, y las rondas fueron definidas según en ranking de ligas de la UEFA. En la primera ronda participarían los representantes de las 28 ligas más débiles de la UEFA.
2- Los ganadores de la primera ronda se cruzarían con los representantes de las ligas 8 a la 26 según el ranking de la UEFA.
3- Los ganadores de la segunda ronda enfrentarían en la última ronda a los clubes de las 8 mejores ligas de la UEFA para determinar a los 11 clasificados para la Copa de la UEFA 2007-08.

## Primera fase
23 y 24 de junio al 30 de junio y 1 de julio de 2007.
| Equipo 1           | Agr.         | Equipo 2                 | Ida  | Vuelta |
| ------------------ | ------------ | ------------------------ | ---- | ------ |
| Gloria Bistriţa1   | 3–2          | Grbalj                   | 2–1  | 1–12   |
| Zagreb             | 2–2 (v.)     | Vllaznia Shkodër         | 2–1  | 0–1    |
| Ethnikos Achnas    | 1–2          | Makedonija Ğjorče Petrov | 1–0  | 0–23   |
| Birkirkara         | 1–5          | Maribor                  | 0–3  | 1–2    |
| Sant Julià1        | 4–6          | Slavija Istočno Sarajevo | 2–3  | 2–34   |
| Región Centro-Este |              |                          |      |        |
| Tobol              | 3–2          | Zestaponi                | 3–0  | 0–2    |
| Shakhtyor          | 4–3          | Ararat Yerevan           | 4–1  | 0–2    |
| Baku               | 2–2 (1:3 p.) | Dacia Chişinău           | 1–1  | 1–1    |
| Differdange        | 0–5          | Slovan Bratislava        | 0–2  | 0–3    |
| Región Norte       |              |                          |      |        |
| Cliftonville       | 2–1          | Dinaburg                 | 1–15 | 1–0    |
| Hammarby           | 3–1          | Klaksvík                 | 1–06 | 2–1    |
| Honka              | 4–2          | TVMK                     | 0–0  | 4–2    |
| Valur              | 1–2          | Cork City                | 0–2  | 1–0    |
| Vėtra              | (v.) 6–6     | Llanelli                 | 3–1  | 3–57   |

1 Debido a los retiros de los equipos de Escocia y Noruega, sus lugares fueron ocupados por equipos de Rumania y Andorra.

2 El partido se jugó en el Stadion Pod Goricom de Podgorica debido a que la sede del Grbalj en Radanovići no cumplía con los requerimientos de la UEFA.

3 El partido se jugó en el Skopje City Stadium en Skopie debido a que el estadio del Makedonija Ğorče Petrov, el Ğorče Petrov Stadium en Skopie no cumplía con los requerimientos de la UEFA.

4 El juego se efectuó en el Koševo Stadium en Sarajevo debido a que la cancha del Slavija, el Gradski SRC Slavija Stadium en Istočno Sarajevo no cumplía con las normas establecidas por la UEFA.

5 El partido se jugó en el estadio del Linfield (Windsor Park) en Belfast porque el estadio del Cliftonville (el Solitude) no cumple con los requisitos de la UEFA.

6 El partido se jugó en el Råsunda en Solna a raíz de que la sede del Hammarby (el Söderstadion) no cumple con los requerimientos establecidos por la UEFA.

7 El partido se jugó en el Richmond Park en Carmarthen porque la sede del Llanelli (Stebonheath Park) no cumple con las reglas de la UEFA.

## Segunda fase
7 y 8 de julio al 14 y 15 de julio de 2007.
| Equipo 1                 | Agr.         | Equipo 2          | Ida              | Vuelta     |
| ------------------------ | ------------ | ----------------- | ---------------- | ---------- |
| Slavija Istočno Sarajevo | 0–3          | Oţelul Galaţi     | 0–01             | 0–3        |
| Makedonija Ğorče Petrov  | 0–7          | Cherno More Varna | 0–42             | 0–33       |
| Maribor                  | 2–5          | Hajduk Kula       | 2–0              | 0–54       |
| Trabzonspor              | 10–0         | Vllaznia Shkodër  | 6–0              | 4–0        |
| Maccabi Haifa            | 2–2 (2:3p.)  | Gloria Bistriţa   | 0–2              | 2–0 (pró.) |
| Región Centro-Este       |              |                   |                  |            |
| Dacia Chişinău           | (3:0 p.) 1–1 | St. Gallen        | 0–1              | 1–0 (pró.) |
| Zalaegerszeg             | 0–5          | Rubin Kazan       | 0–3              | 0–2        |
| Rapid Wien               | 3–2          | Slovan Bratislava | 3–1              | 0–1        |
| Chornomorets Odessa      | 6–2          | Shakhtyor         | 4–2              | 2–0        |
| Tobol                    | 3–1          | Slovan Liberec    | 1–1              | 2–0        |
| Región Norte             |              |                   |                  |            |
| Honka                    | 3–3 (v.)     | AaB               | 2–25             | 1–1        |
| Vėtra                    | 3–06         | Legia Warszawa    | 3–0 (acreditada) | w/o        |
| Gent                     | 6–0          | Cliftonville      | 2–0              | 4–07       |
| Cork City                | 1–2          | Hammarby          | 1–1              | 0–18       |

1 El partido se jugó en el Koševo Stadium en Sarajevo porque el estadio del FK Slavija (Gradski SRC Slavija Stadium) en Istočno Sarajevo no cumplía con las reglas de la UEFA.

2 El partido se jugó en el Skopje City Stadium en Skopie porque la sede del FK Makedonija (Ğorče Petrov Stadium) en Skopie no cumple con los reglamentos de la UEFA.

3 El partido se jugó en el Naftex Stadium en Burgas porque la cancha del PFC Cherno More Varna (Ticha Stadium) en Varna no fue aprobada por la UEFA.

4 El partido se jugó en el Marakana en Belgrado porque la sede del Hajduk (Stadion Hajduk) en Kula no cumple con los requerimientos de la UEFA.

5 El partido se jugó en el Pohjola Stadion en Vantaa porque la sede del Honka Espoo (Tapiolan Urheilupuisto) en Espoo no cumple con los requerimientos de la UEFA.

6 El partido se le acreditó al Vėtra 3-0 luego de que el partido fue abandonado por el Legia después de que sus aficionados invadieran el campo en el juego de ida. La UEFA expulsó al Legia de la Copa Intertoto de la UEFA 2007 y excluyó al club de futuras competiciones europeas por los siguientes 5 años.

7 El partido se jugó en el estadio del Linfield F.C. (Windsor Park) en Belfast porque el estadio del Cliftonville F.C. (Solitude) no cumple con los reglamentos de la UEFA.

8 El partido se jugó en el Råsunda en Solna porque la sede del Hammarby (Söderstadion) no está aprobado por la UEFA.

## Tercera fase
21 y 22 de julio al 28 y 29 de julio de 2007.
| Equipo 1            | Agr.     | Equipo 2         | Ida  | Vuelta     |
| ------------------- | -------- | ---------------- | ---- | ---------- |
| Hajduk Kula         | 2–4      | União Leiria     | 1–01 | 1–4 (pró.) |
| Cherno More Varna   | 0–2      | Sampdoria        | 0–12 | 0–1        |
| Gloria Bistriţa     | 2–2(a)   | Atlético Madrid  | 2–1  | 0–1        |
| Oţelul Galaţi       | 4–2      | Trabzonspor      | 2–1  | 2–1        |
| Región Centro-Este  |          |                  |      |            |
| Tobol Kostanay      | 2–0      | OFI              | 1–0  | 1–0        |
| Dacia Chişinău      | 1–5      | Hamburgo         | 1–1  | 0–4        |
| Chornomorets Odessa | 1–3      | Racing Lens      | 0–0  | 1–3        |
| Rapid Vienna        | 3–1      | Rubin Kazan      | 3–1  | 0–0        |
| Región Norte        |          |                  |      |            |
| FK Vėtra            | 0–6      | Blackburn Rovers | 0–2  | 0–4        |
| Hammarby            | (v.) 1–1 | Utrecht          | 0–03 | 1–1        |
| KAA Gent            | 2–3      | Aalborg BK       | 1–1  | 1–2        |

1 El partido se jugó en el Marakana en Belgrado porque el estadio del Hajduk (Stadion Hajduk) en Kula no cumplía con los reglamentos de la UEFA.

2 El partido se jugó en el Naftex Stadium en Burgas porque la sede del Cherno More Varna (Stadium Ticha) no fue aprobado por la UEFA para el torneo.

3 El partido se jugó en el Råsunda en Solna porque el estadio del Hammarby (Söderstadion) no estaba aprobado por la UEFA.

## Ganadores
- Los 11 equipos ganadores de la tercera fase accedieron a la Copa de la UEFA.
- El trofeo de campeón de la competición fue otorgado al Hamburger SV al ser el equipo que llegó más lejos en la Copa de la UEFA 2007-08

| - Hamburgo (Campeón) - Atlético de Madrid - Aalborg - Sampdoria | - Blackburn Rovers - Racing Lens - Leiria - Rapid Viena | - Hammarby - Oţelul Galaţi - Tobol Kostanay |

## Goleadores
| Pos. | Jugador               | País                | Club                    | Goles |
| ---- | --------------------- | ------------------- | ----------------------- | ----- |
| 1    | Vitali Volkov         | Rusia               | Rubin Kazán             | 4     |
| -    | Ersen Martin          | Turquía             | Trabzonspor             | 4     |
| -    | Steffen Hofmann       | Alemania            | Rapid Viena             | 4     |
| 4    | Dimitar Makriev       | Bulgaria            | Maribor                 | 3     |
| -    | Rhys Griffiths        | Gales               | Llanelli                | 3     |
| -    | Jami Puustinen        | Finlandia           | Honka                   | 3     |
| -    | Igor Bugaev           | Moldavia            | Chornomorets Odessa     | 3     |
| -    | Dominic Foley         | Irlanda             | KAA Gent                | 3     |
| -    | Dorel Zaharia         | Rumania             | Gloria Bistrita         | 3     |
| -    | Ruslan Baltiev        | Kazajistán          | Tobol                   | 3     |
| -    | Adékambi Olufadé      | Togo                | KAA Gent                | 3     |
| -    | Gabriel Jula          | Rumania             | Oţelul Galaţi           | 3     |
| 13   | Arlind Norra          | Albania             | Vllaznia Shkodër        | 2     |
| -    | Gorančo Stojanovski   | Macedonia del Norte | Makedonija Ğorče Petrov | 2     |
| -    | Valery Onila          | Moldavia            | Dacia Chişinău          | 2     |
| -    | Marcos Pizzelli       | Brasil              | Ararat Ereván           | 2     |
| -    | Miloš Djalac          | Montenegro          | Grbalj                  | 2     |
| -    | Vitalis Stankievičius | Lituania            | Vetra                   | 2     |
| -    | Markos Da Silva       | Brasil              | Cherno More Varna       | 2     |
| -    | Alyaksey Ryas         | Bielorrusia         | Shakhtyor               | 2     |
| -    | Nurbol Zhumaskaliyev  | Kazajistán          | Tobol                   | 2     |
| -    | Roni Porokara         | Finlandia           | Honka                   | 2     |
| -    | Nikola Komazec        | Serbia              | Hajduk Kula             | 2     |
| -    | Umut Bulut            | Turquía             | Trabzonspor             | 2     |
| -    | Cosmin Tilincă        | Rumania             | Gloria Bistrita         | 2     |
| -    | Gabriel Paraschiv     | Rumania             | Oţelul Galaţi           | 2     |
| -    | Milan Perić           | Serbia              | Hajduk Kula             | 2     |
| -    | Benni McCarthy        | Sudáfrica           | Blackburn Rovers        | 2     |
| -    | Oleh Venglinsky       | Ucrania             | Chornomorets Odessa     | 2     |
| -    | Rafael van der Vaart  | Países Bajos        | Hamburgo                | 2     |
| -    | Kanga Akale           | Costa de Marfil     | Racing Lens             | 2     |
| -    | Nuno Laranjeiro       | Portugal            | Leiria                  | 2     |

- Fuente:[3]